# Mikhail Nikolaievitch Zagoskin
Mikhail Nikolaievitch Zagoskin (1789 — 1852) foi um escritor russo. Introduziu o romance histórico no estilo de Walter Scott em seu país. Suas obras foram: Iuri Miloslavski (1829) e Roslavliev (1831).